# William Doud Packard
William Doud Packard (3 de noviembre de 1861 - 11 de noviembre de 1923) fue un empresario y pionero estadounidense de la automoción, que fundó la Packard Motor Car Company y la Packard Electric Company junto con su hermano James Ward Packard.

## Semblanza
Packard nació en Warren (Ohio) el 3 de noviembre de 1861, hijo de Warren y de Mary Elizabeth Doud Packard. Su hermano menor, James Ward Packard (1863-1928), se unió a él en 1890 para fundar la Packard Electric Company en su ciudad natal, donde fabricaban lámparas de arco incandescentes. Su hermana, Alaska P. Davidson (1868-1934), se convertiría en la primera mujer agente del FBI.
Después de una mala experiencia con un automóvil de la marca Winton que compró, ambos hermanos y el inversor de Winton, George L. Weiss, fundaron una compañía llamada Packard & Weiss. El primer automóvil Packard se lanzó en 1899. En 1900, la empresa se reorganizó con el nombre de Ohio Automobile Company, y pasó a llamarse Packard Motor Car Company en 1902, trasladándose a Detroit en 1903. La empresa finalmente se fusionó con Studebaker en 1954, y se fabricó el último Packard en 1958.
Tras la reubicación de la Packard Motor Company en Detroit, los hermanos Packard se centraron en fabricar sistemas eléctricos para la industria automotriz a través de la Packard Electric Company, independiente del fabricante de coches. General Motors adquirió Packard Electric en 1932, y le cambió el nombre a Delphi Corporation en 1995, que se escindió y se independizó de GM en 1999.

## Legado
- En 1915, W.D. Packard encargó el diseño de una casa de verano a un famoso estudio de arquitectura en la ciudad de Nueva York,  Warren and Wetmore. Esta casa está ubicada en  Chautauqua Institution. Todavía sirve como residencia unifamiliar. Hay un duplicado en Warren, Ohio.
- El Packard Park en Warren (Ohio), ocupa un terreno donado por Packard, y el W.D. Packard Music Hall y la Packard Band fueron financiados por él.